# Sancho de Urdanibia
Sancho de Urdanibia (Irún 1585 - Cádiz 1644) fue un marino y militar español que estuvo 35 años surcando el Atlántico con la Flota de Indias, custodiando las mercancías de la actividad comercial con América y haciendo frente a las potencias enemigas, principalmente inglesas.
En 1642 fue nombrado general almirante de la armada de Felipe IV.
A una edad temprana, fijó su residencia en Cádiz donde  dejó un legado para la construcción de la iglesia de San Agustín que perdura en la actualidad.
Fue enterrado en el convento de San Francisco en Cádiz.

## Biografía
Sancho de Urdanibia nació en la localidad guipuzcoana de Irún (España)  en  1585.
Tomó el apellido de la madre, una importante familia con gran influencia en Irún desde la edad media, que formó parte de la llamada Casa Urdanibia. A una edad temprana fijó su residencia en Cádiz.
En 1608, Sancho ya aparece como maestre en la nave de aviso Nuestra Señora del Juncal. Y en 1614, fue ascendido a capitán, y desde entonces tuvo una relevancia importante en las misiones marítimas de la Monarquía española, especialmente en las relacionadas con el comercio americano.
En 1622, se ordenó al capitán Sancho de Urdanibia zarpar desde el Puerto de Sevilla al mando de una embarcación con 96 soldados de infantería y  6 artilleros para la defensa de la población de Salinas de Ayala (Venezuela) acosada por embarcaciones holandesas a las que derrotó.
En 1638, en plena Guerra de los Treinta Años, la Monarquía española estaba muy mermada, teniendo como enemigos a potencias como Inglaterra, Holanda y Portugal. Ese año, Sancho de Urdanibia  tomó parte del viaje desde Cartagena de Indias  con destino a Sevilla y Cádiz. La flota estaba compuesta de 7 galeones, uno de ellos capitaneado por Sancho de Urdanibia, el galeón Nuestra Señora del Carmen. Durante la travesía por el mar Caribe encontraron presencia embarcaciones enemigas , pero la peor parte la encontrarían en la bahía de Cabañas (isla de Cuba), cuando fueron atacados por una imponente armada holandesa al mando de Cornelius Jol, alias Pie de palo.
En 1640  Sancho de Urdanibia realizó su última travesía Atlántica haciéndose cargo de  la Flota de la Carrera de Indias.
Al salir de la bahía gaditana, sufríó el acoso de una potente armada francesa de 36 naves. Pero pudo esquivarlos y tras semanas de intense persecución, consiguió llegar al destino americano sin abrir fuego contra sus perseguidores.
Por último, en 1642  participó en la defensa de Barcelona frente al ejército francés.  Al término de la misma fue ascendido a almirante general por el rey Felipe IV.
Era la culminación a una exitosa carrera de 35 años al servicio de la Real Armada española, salvaguardando las mercancías de la Flota de la Carrera de Indias y entablando combates contra embarcaciones corsarias y armadas enemigas.

## Legado
Dejó en herencia una dote monetaria para la reconstrucción del hospital de Santa Margarita de Irún, destruido por las tropas francesas en 1638.  En la fachada principal se halla el escudo del linaje de Urdanibia.
También, legó varias aportaciones caritativas en Cádiz, para la construcción  y reforma de gran número de iglesias y conventos de la ciudad, siendo la más significativa la dote para la construcción de a la iglesia de San Agustín. En su fachada principal existe una obra esculpida en mármol con la inscripción: "Esta portada mando hacer el General Sancho de Urdanivia que Dios haya. Años 1647".
Urdanibia perteneció al grupo de marinos y cargadores vascos que en 1629 impulsó la creación en Cádiz de la cofradía  del Santísimo Cristo de la Humildad y Paciencia siendo uno de sus principales protagonistas junto a Diego de Aguirre, de la localidad guipuzcoana de Lezo, y el donostiarra Manuel de Irisarri. Su sede quedó establecida en la citada iglesia de San Agustín.
Sancho fue inhumado  en el convento de San Francisco de Cádiz.